# Хронология истории Сан-Франциско
Ниже приводится хронология истории города Сан-Франциско, штат Калифорния, США.

## До 1800-х годов
- 1776 — Президиум Сан-Франциско и Миссия Сан-Франциско-де-Асис созданы колонистами из Испании.
- 1791 — Миссия Сан-Франциско-де-Асис посвящена зданию.

## 1800-е года
- 1847
  - Йерба Буэна переименована в «Сан-Франциско»
  - Построен городской отель[1].
- 1848
  - Территория передаётся от Мексики Соединённым Штатам согласно Договору Гуадалупе-Идальго.
  - Начало калифорнийской золотой лихорадки.
- 1849
  - Построен Отель Святого Франциска[1].
  - Основаны Пекарня Будина, Олимпийский амфитеатр[2], и Металлургический завод Юнион[3].
  - Создана Западно-Индийская благотворительная ассоциация[4].
- 1850
  - 15 апреля: город Сан-Франциско зарегистрирован[5].
  - 1 мая: Джон У. Гири становится мэром.
  - 29 октября: Сан-Франциско становится частью нового штата Калифорния в США.
  - Основаны Торговая палата[6] Калифорнийского общества пионеров[7], и театр Дженни Линд[2].
  - Население: 34 000[8].
- 1851
  - 3-4 мая: пожар[9].
  - Организован Комитет Бдительности Сан-Франциско.
  - Открывается Пионерский ипподром.
- 1852
  - Основана шоколадная компания Ghirardelli.
  - Основаны Ассоциация коммерческих библиотек Сан-Франциско, Сыновья Изумрудного острова, и Сан-Франциско Терн Верейн[7].
  - Начало издания газеты The Golden Era.
- 1853 — Основаны Калифорнийская академия наук, Христианская Ассоциация Молодых Мужчин[7], и сад Русс[1].
- 1854 — Основан Институт механики Сан-Франциско.
- 1855 — Основана Молодёжная литературная ассоциация иврита[10].
- 1856 — 'Начало издания газет Mirror of the Times[4] и Daily Morning Call[11].
- 1857 — В городе проходит съезд цветных людей[12].
- 1858 — Организованно Итальянское благотворительное общество[7].
- 1859 — Основание Сан-Франциско Шютцен-Верейн[13].
- 1860
  - 27 марта: создано посольство Японии[14].
  - Основан Олимпийский клуб[15].
  - Население: 56 802 человека[16].
- 1861
  - Компания Overland Telegraph начинает свою деятельность (линия Нью-Йорк-Сан-Франциско)[9].
  - Создана ложа Fraternitas Rosae Crucis[17].
- 1862
  - Основаны Heald's Business College[18] и Лига франшиз[4].
- Основана Фондовая биржа Сан-Франциско[19].
- 1863
  - Железная дорога Сан-Франциско — Сан-Хосе начинает работу.
  - Основано Общество святого Эндрю[7].
  - Клифф Хаус восстановлен.
  - Шарлотта Л. Браун предъявляет иск против расово сегрегированной трамвайной компании Сан-Франциско и выигрывает[20].
- 1864
  - Основан Клуб Конкордия-Аргонавт.
  - Хью Толанд основал медицинский колледж Толанд, который впоследствии станет Калифорнийским университетом
- 1865 — Начало издания газет Daily Examiner и San Francisco Chronicle[11].
- 1866 — Созданы Ассоциация торговцев, Каледонский клуб[7], и сады Вудворда[1].
- 1867
  - Применён Запрет на уличное попрошайничество[21].
  - Открывается богадельня Сан-Франциско и округа[22].
- 1868 — Учреждение медицинского общества округа Сан-Франциско[7] и женской кооперативной типографии .
- 1869
  - Калифорнийский театр открывается.
  - Основан яхт-клуб Сан-Франциско[7].
  - Построен отель «Гранд»[1].
- 1870
  - Основаны Парк Золотые Ворота[9] и Общество Микроскопии Сан-Франциско[23].
  - Население: 149 473 человека[16].
- 1871 — Создана Ассоциация Искусств Сан-Франциско и Больница Святого Луки[13][24].
- 1872 — Основаны Богемский клуб и ассоциация адвокатов Сан-Франциско[7].
- 1873
  - Железная дорога Clay Street Hill начинает работу.
  - Организованно Польское общество Калифорнии[7].
- 1874 — Основаны Калифорнийская школа дизайна и Общество территориальных пионеров Калифорнии[7].
- 1875
  - Построен Отель «Пэлэйс»[1].
  - Создан пожарный патруль[13].
- 1876 — Основаны Пионер Парк, Тихоокеанская ассоциация гомеопатических диспансеров и Национальная лига Франции[7].
- 1877
  - Основаны Совет по торговле, Испанское общество взаимопомощи[7] и Партия трудящихся Калифорнии[25].
  - Антикитайские настроения ведут к беспорядкам против жителей и предпринимателей в китайском квартале[26].
  - Построен Отель «Болдуин»[1].
- 1878 — Основаны Публичная библиотека Сан-Франциско[27][28], Тихоокеанский яхт-клуб и Христианская ассоциация молодых женщин[7].
- 1879 — Основана Ассоциация детских садов «Золотые ворота»[13].
- 1881 — Основано Географическое общество Тихого океана[7].
- 1883 — Основана Любительская фотографическая ассоциация Тихоокеанского побережья со штаб-квартирой в городе[29].
- 1887 — Создан Политехнический колледж Когсвелл[18].
- 1888 — Основаны Ассоциация благотворительных организаций[13] и бизнес-колледж Сан-Франциско[18].
- 1889 — Сформирован Клуб Pacific-Union.
- 1890
  - Основаны Калифорнийский клуб фотографии[30] и университетский клуб Сан-Франциско.
  - Население: 298 997 человек[8].
- 1891 — Основана школа Стенографии Грэга[18].
- 1892
  - Построен банк Хиберния[31].
  - Открывается Отель Трокадеро.
- 1893 — Основан Институт искусств Сан-Франциско[32].
- 1894
  - Основана Школа промышленного искусства Уилмердинг[33].
  - Состоялась Международная калифорнийская срединнозимняя выставка 1894 года; Построен Японский чайный сад.
- 1895
  - Основана Калифорнийская школа механических искусств[33].
  - Музей де Янга открывается как Музей парка Золотых Ворот[34].
- 1896 — Открываются Бани Сутро.
- 1898
  - Открывается Паромное здание Сан-Франциско.
  - Город перештриховывается[9].
  - Основана Лига Калифорнийских Муниципалитетов со штаб-квартирой в городе[35].
  - Основан буддийский храм[36][37].
- 1899
  - Основан Университет штата Калифорния в Сан-Франциско.
  - Построено здание мэрии.
- 1900 — Население: 342 782 человека[38].

## 1900-е

### 1900-е — 1940-е
- 1901
  - Рабочая забастовка работников ресторана[39].
  - Организован Архитектурный Клуб Сан-Франциско[34].
- 1902 — Евгений Шмитц становится мэром.
- 1905—1908: Прививочные испытания в Сан-Франциско.
- 1906 — April 18: Землетрясение в Сан-Франциско[40].
- 1907
  - Июль: мэр Евгений Шмитц заключён в тюрьму[9].
  - Построен Международный отель.
  - Комикс А.Матта начинает публикацию в San Francisco Chronicle.
- 1908 — Район Южный Сан-Франциско создан недалеко от города[41].
- 1910
  - Организованна Жилищная Ассоциация Сан-Франциско[42].
  - Население: 416 912 человека[8].
- 1911
  - Основан Симфонический оркестр Сан-Франциско.
  - Открываются корт-театры[43].
- 1912
  - Открывается Школа Люкс для производственного обучения девочек.
  - Основан Книжный клуб Калифорнии[44].
  - Джеймс Рольф становится мэром.
  - Основана Tadich Grill[45].
- 1914 — Построены Оружейная палата и арсенал Национальной гвардии Сан-Франциско.
- 1915
  - 25 января: первый трансконтинентальный телефонный звонок (Сан-Франциско-Нью-Йорк).
  - 20 февраля: открывается Панамо-Тихоокеанская международная выставка; построена Башня драгоценностей.
  - Построен Храм Труда Сан-Франциско.
  - Перестроен Сити-холл.
  - Открывается Аудитория ветеранов.
- 1916
  - День готовности к бомбардировке[46].
  - Создано Общество правовой помощи.
  - Основано Кафе Буэна Виста.
- 1917 — Построен Театр Стрэнд[43][31].
- 1922 — Построены Театр "Золотые ворота" и театр Кастро[47].
- 1923
  - Январь: Мэй Нолан становится представителем США в 5-м округе Калифорнии.[48]
  - 2 августа: президент США Хардинг умирает в отеле «Пэлэйс».[40]
- 1924 — Открытие Калифорнийского дворца Почетного легиона.
- 1925
  - Построен Бассейн Fleishhacker.
  - Флоренс Праг Кан становится представителем США в 4-м округе Калифорнии.[49]
- 1926 — Основана Playland at the Beach.
- 1927 — Построен Муниципальный Аэропорт Сан-Франциско.[9]
- 1928 — Открывается Театр Амазон.[43]
- 1929
  - Построен Зоопарк Сан-Франциско.
  - Построен Topsy’s Roost (ресторан).
- 1930 — Основан Ланч-клуб Тихоокеанской фондовой биржи.
- 1931 — Стерн Гроув открывается как городской парк.
- 1932
  - Построен Военный мемориальный оперный дом.
  - Создана группа фотографов f/64.[50]
- 1933
  - Основан Оперный балет в Сан-Франциско.
  - Построена Башня Койт.
- 1934
  - 9 мая: начинается всеобщая забастовка.[46]
  - На острове Алькатрас создано пенитенциарное учреждение США.
  - Основана Макаронная компания Золотое Зерно.
- 1935 — Музей современного искусства Сан-Франциско открывается как Музей искусств Сан-Франциско в Мемориальном здании ветеранов.
- 1936 — Построен Бей-Бридж.[51]
- 1937 −27 мая: построен мост Золотые Ворота.[9]
- 1940 — Построен жилой проект Holly Courts.[9]
- 1944 — Основана Церковь Братства Всех Народов.[52]
- 1945
  - Основана Tonga Room.
  - April 25: начинается Сан-Францисская конференция.
  - 26 июня: подписан Устав ООН.
- 1946 — Создан филиал Национальной городской лиги[53] и Мемориальный клуб морской пехоты.
- 1949 — Построен театр Президио.[47]

### 1950-е — 1990-е
- 1952 — Построен ночной клуб The Purple Onion.
- 1953 — Основан Книжный магазин "Сити Лайтс".[46]
- 1955 — Начало издания серии книг City Lights Pocket Poets.
  - Аллен Гинзберг впервые читает стихотворение Вопль в галерее «Шесть».
- 1957
  - Создан Международный кинофестиваль в Сан-Франциско.
  - Основан Caffe Trieste.[54]
  - Установлены отношения города-побратима с Осакой, Япония.[55]
  - Фондовая биржа Сан-Франциско (образованная в 1882 г.) и Нефтяная биржа Лос-Анджелеса (образованная в 1899 г.) объединяются для создания фондовой биржи Тихоокеанского побережья.[19]
- 1959 — Открывается Автострада Embarcadero.
- 1960 — Построен ресторан «Мандарин».[56]
- 1963- Преподобный Сесил Уильямс становится пастором в Мемориальной церкви Glide, сдвигая политику церкви влево.[57]
- 1964 — Основан городской «Исторический центр Сан-Франциско».
- 1965 — Основан Intersection for the Arts.
  - Создана музыкальная группа Jefferson Airplane.
- 1966- Беспорядки в кафе Комптона вспыхивают, когда трансгендеры сердятся на преследование со стороны полиции.[58]
- 1967 — Лето любви.
  - Январь: Human Be-In проходит в парке Золотые Ворота, являясь прелюдией к Лету Любви.
  - Анархистская группа The Diggers основана и начинает распространять бесплатную еду.[59]
- 1968 — Установлены отношения города-побратима с Сиднеем, Австралия.[55]
  - Создана Церковь Джона Колтрейна продолжающая религиозные службы до 2016 года.[60]
- 1969
  - Построен 555 California Street.
  - Установлены отношения города-побратима с Ассизи, Италия; и Тайбэй, Тайвань.[55]
  - San Francisco Chronicle и Examiner получают свои первые письма от Зодиака.[61]
- 1970 — Основана Региональная столичная транспортная комиссия.
- 1971 — Основаны Храм Народов в Сан-Франциско и Церковь Древа Жизни[17].
- 1972
  - Начало Прайда Сан-Франциско.
  - Основана Национальная зона отдыха Золотые Ворота.
  - Построена Трансамерика.
- 1973
  - Октябрь: начинаются убийства "зебры".[62]
  - Создана Церковь Нежных Братьев и Сестер.[17]
  - Установлены отношения города-побратима с Хайфой, Израиль.[55]
- 1974
  - Народная продовольственная система активна (приблизительная дата).[63]
  - Основаны Южная Экспозиция (художественное пространство)[64] и музей канатной дороги Сан-Франциско.
  - 15 апреля: ограбление банка Хиберния со стороны Симбионистской армии освобождения.
- 1975
  - Открывается продуктовый кооператив "Радуга".[63]
  - Установлены отношения города-побратима с Сеулом, Южная Корея.[55]
  - 22 сентября: Сара Джейн Мур попыталась убить президента Джеральда Форда перед отелем Сент-Фрэнсис, выпустив два выстрела по Форду; оба выстрела прошли мимо.
- 1976 — Создана Видео Коалиция Области Залива.
- 1977
  - Основаны Театр Rhinoceros и Suicide Club.
  - Бойня в ресторане «Золотой дракон».
  - Основана Ассоциация планирования и городских исследований Сан-Франциско.
- 1978
  - 25 июня: введен Радужный флаг (ЛГБТ).
  - 18 ноября: массовое самоубийство в Джонстауне в комплексе Народного Храма в Гайане.
  - 27 ноября: убийства Москоне-Милк.
  - 4 декабря: Дайэнн Файнштейн становится мэром.
- 1979
  - Сёстры бесконечной снисходительности впервые появляются на улице Кастро.
  - 21 мая: беспорядки Белой ночи.
  - Установлены отношения города-побратима с Шанхаем, Китай.[55]
- 1980 — Открывается симфонический зал Дэвиса.
- 1981
  - Основаны Симфонический молодежный оркестр Сан-Франциско и театр Хансбэрри.
  - Установлены отношения города-побратима с Манилой, Филиппины.[55]
- 1982 — Утвержден запрет на использование оружия в городе/округе, позже снят государственным судом.[62]
- 1983 — Основана клиника СПИДа в Общей больнице Сан-Франциско.[65]
- 1984 — Установлены отношения города-побратима с Корком, Ирландия.[55]
- 1986
  - Основано Общество какофонии.
  - На Бейкер-Бич проходит сожжение деревянного человека, которое позже превратится в Burning Man.[66]
  - Установлены отношения города-побратима с Абиджаном, Кот-д’Ивуар.[55]
- 1987 — Основана Luggage Store (художественная организация).[64]
- 1988 — Основано Музейное и историческое общество Сан-Франциско.
- 1989
  - 17 октября: Землетрясение Лома-Приета.
  - Сан-Франциско становится убежищем для нелегальных иммигрантов.[67]
- 1990
  - Население: 723 959 человек.[16]
  - Установлены отношения города-побратима с Салониками, Греция.[55]
- 1991 — Открывается Музей города Сан-Франциско.[68]
- 1992
  - Начинается Критическая масса (велопробег).
  - Создание Clarion Alley Mural Project.
  - Основана Латиноамериканская коалиция за здоровую Калифорнию со штаб-квартирой в городе.
- 1993 — Открытие Центра искусств Йерба Буэна.
- 1993 — Происходит стрельба на 101 Калифорнийской улице.[62]
- 1994 — Начало Сантархии.
- 1995
  - Создание Крейгслиста.
  - Установлены отношения города-побратима с Хошимином, Вьетнам.[55]
- 1996
  - Создание городского онлайн-сайта (приблизительная дата).[69]
  - Вилли Браун становится мэром.
  - Архив Интернета расположили штаб-квартиру в городе.[70]
  - Основана Long Now Foundation.
- 1997
  - Установлены отношения города-побратима с Парижем, Франция.[55]
  - Pinecrest Diner, популярный ресторан, становится ареной убийства из-за заказа яиц.[71]
- 1998 — Основан Институт современного искусства Wattis.[64]
- 2000 — Население: 776 733 человека.[38]

## 2000-е
- 2003
  - Основан Bernal Heights Preservation.[72]
  - Активация Комнаты 641A Агентства национальной безопасности США/AT&T.
  - Установлены отношения города-побратима с Цюрихом, Швейцария.[55]
- 2004 — Гэвин Ньюсом становится мэром.
- 2005 — Ноябрь: Постановление о контроле над оружием прошло в Сан-Франциско. Предложение H (2005), позже отменено.
- 2007
  - Основан Твиттер.[73]
  - Основан Noisebridge.[74]
- 2008
  - Съедобный школьный двор открыт в Клубе мальчиков и девочек Сан-Франциско.
  - Построен One Rincon Hill (жилой дом).
  - Основание Airbnb.
- 2009
  - Построена башня Millennium Tower, позже она начинает опускаться и наклонятся.
  - Начало работы Uber.
  - Начало FailCon.
  - Начало издания San Francisco Appeal.[75]
  - Установлены отношения города-побратима с Бангалором, Индия; и Краковом, Польша.[55]
- 2010
  - Начало издания The Bay Citizen и Ocean Beach Bulletin.[75]
  - Население: 805 235 человек; метро — 4,335,391 человек.[76]
  - Установлены отношения города-побратима с Амманом, Иордания; и Барселоной, Испания.[55]
- 2011
  - 11 января: Эд Ли становится мэром.
  - 8 ноября: выборы мэра Сан-Франциско, 2011.
  - Начало конференций TechCrunch.
- 2013
  - Начало Транспортных забастовок в Сан-Франциско.
  - Основание Civic Industries.[77]
- 2014 — Бейсбольная команда Сан-Франциско Джайентс выиграла конкурс Мировой серии.
- 2015 — Стрельба в Кэтрин Стейнл.

### Опубликовано в 1800-х годах
- Bogardus' San Francisco, Sacramento city and Marysville business directory (англ.). — 1850.
- Frank Soulé; John H. Gihon; James Nisbet (1855), Annals of San Francisco, New York: D. Appleton & Company
- San Francisco (article) (1870) The Overland Monthly, January 1870 Vol. 4, No. 1, pp. 9–23. San Francisco: A. Roman & Co., Publishers
- Adolph Wilhelm August Friedrich von Steinwehr (1874), San Francisco, Centennial Gazetteer of the United States, Philadelphia: J.C. McCurdy & Company
- San Francisco, Appleton's Illustrated Hand-Book of American Cities, New York: D. Appleton and Company, 1876
- B.E. Lloyd (1876), Lights and Shades in San Francisco, San Francisco: Printed by A.L. Bancroft, OCLC 25178673
- John S. Hittell. A History of the City of San Francisco. — San Francisco: A. L. Bancroft & Co, 1878.
- San Francisco Street Directory and Guide, San Francisco: W.C. Disturnell, 1882
- Disturnell's Stranger's Guide to San Francisco and Vicinity. — San Francisco: W. C. Disturnell, 1883.
- Frederick H. Hackett. Industries of San Francisco. — San Francisco: Payot, Upham & Co, 1884.
- San Francisco // Western and Southern States (неопр.). — New York: D. Appleton & Co.[англ.], 1889. — (Appletons' General Guide to the United States and Canada).
- San Francisco // Bibliotheca Americana (неопр.) / Joseph Sabin[англ.]. — New York, 1889. — Т. 18.
- Bay of San Francisco, the Metropolis of the Pacific Coast and Its Suburban Cities: a History, Lewis Publishing Company, 1892, OCLC 8666576
- Mary Roberts Smith. Almshouse Women: A Study of Two Hundred and Twenty-Eight Women in the City and County Almshouse of San Francisco (англ.) // Publications of the American Statistical Association : journal. — 1895. — Vol. 4. — JSTOR 2967126.
- Faust's pocket map and guide with a complete street directory of San Francisco (англ.). — H.W. Faust, 1898.

### Опубликовано в 1900-х годах
1900-е — 1940-е
- Robert C. Brooks (1901), San Francisco, Bibliography of Municipal Problems and City Conditions, Municipal Affairs, vol. 5 (2nd ed.), New York: Reform Club, OCLC 1855351
- San Francisco-Oakland Directory (неопр.). — Oakland: Walter S. Fry Co., 1907.
- San Francisco, United States (4th ed.), Leipzig: Karl Baedeker, 1909, OCLC 02338437
- Encyclopædia Britannica. — New York, 1910.
- Percy V. Long. Consolidated City and County Government of San Francisco (англ.) // American Political Science Review[англ.] : journal. — 1912. — Vol. 6. — JSTOR 4616983.
- Helen Throop Purdy (1912), San Francisco: As it Was, As It Is, and How to See It, P. Elder
- Edward Hungerford (1913), San Francisco: the Newest Phoenix, The Personality of American Cities, New York: McBride, Nast & Company
- Frank Morton Todd (1914), Chamber of Commerce Handbook for San Francisco, San Francisco, OCLC 2650239{{citation}}:  Википедия:Обслуживание CS1 (отсутствует издатель) (ссылка)
- Robert Ernest Cowan (1914), San Francisco, Bibliography of the History of California and the Pacific West, 1510–1906, San Francisco: Book Club of California
- San Francisco // Cyclopedia of American Government (неопр.) / Andrew Cunningham McLaughlin[англ.] and Albert Bushnell Hart[англ.]. — D. Appleton and Company[англ.], 1914. — Т. 3.
- Crocker-Langley San Francisco Directory (неопр.). — San Francisco: H.S. Crocker Co., 1917.
- Samuel Williams. City of the Golden Gate: A Description of San Francisco in 1875 (англ.). — San Francisco: Book Club of California, 1921.
- Directorio comercial de San Francisco, California, 1924 (исп.), San Francisco, Calif.: Juan Anino, 1924
- Chronology of the San Francisco Bay Region // San Francisco: The Bay and Its Cities. — NY: Hastings House, 1940. — (American Guide Series).

1950-е — 1990-е
- Around the world in San Francisco: a guide book to the racial and ethnic minorities of the San Francisco-Oakland district, San Francisco: Abbey Press, 1955
- Frank Mazzi. Harbingers of the City: Men and Their Monuments in Nineteenth Century San Francisco (англ.) // Southern California Quarterly : journal. — 1973. — Vol. 55. — JSTOR 41170474.
- Robert Mayer (1974), Howard B. Furer (ed.), San Francisco: a Chronological & Documentary History, 1542–1970, American Cities Chronology Series, Dobbs Ferry, N.Y.: Oceana Publications, ISBN 0379006146
- Neil L. Shumsky. San Francisco's Workingmen Respond to the Modern City (англ.) // California Historical Quarterly : journal. — 1976. — Vol. 55. — JSTOR 25157608.
- Maupin, Armistead. Tales of the City (неопр.). — Harper Collins, 1978. — ISBN 978-0-06-096404-7.
- Ferlinghetti, Lawrence. Literary San Francisco: A pictorial history from its beginnings to the present day (англ.). — Harper & Row, 1980. — ISBN 978-0-06-250325-1.
- Ory Mazar Nergal, ed. (1980), San Francisco, Encyclopedia of American Cities, New York: E.P. Dutton, OL 4120668M
- Margolin, Malcolm. The Ohlone Way: Indian Life in the San Francisco-Monterey Bay Area (англ.). — Heydey Books, 1981. — ISBN 978-0-930588-01-4.
- Joseph A. Blum. South San Francisco: The Making of an Industrial City (англ.) // California History : journal. — 1984. — Vol. 63. — JSTOR 25158206.
- Asbury, Hubert. The Barbary Coast: An Informal History of the San Francisco Underworld (англ.). — Dorset Press, 1989. — ISBN 978-0-88029-428-7.
- Lotchin, Roger W. San Francisco, 1846–1856: From Hamlet to City (англ.). — University of Illinois Press, 1997. — ISBN 978-0-252-06631-3.
- San Francisco, California // Encyclopedia of Urban America (неопр.). — ABC-CLIO, 1998. — ISBN 9780874368468. (требуется подписка)

### Опубликовано в 2000-х
- Hartman, Chester. City for Sale: The Transformation of San Francisco (англ.). — University of California Press, 2002. — ISBN 978-0-520-08605-0.
- San Francisco, Lonely Planet, 2002, OL 8647758M
- Chris Carlsson and Lisa Ruth Elliott. Ten years that shook the city: San Francisco 1968–1978. — San Francisco: City Lights Books, 2010.
- Solnit, Rebecca. Infinite City: A San Francisco Atlas (University of California Press, 2010). 144 pp. ISBN 978-0-520-26250-8
- Richard Hu (2012), Urban Design In Downtown San Francisco: A Paradigm Shift? — International Planning History Society
- Erica J. Peters. San Francisco: A Food Biography (неопр.). — Rowman & Littlefield, 2013. — ISBN 0759121532.
- Susan Crawford; et al. (2014), Community Fiber in Washington, D.C., Seattle, WA, and San Francisco, CA: Developments and Lessons Learned, Berkman Center Research Publication, SSRN 2439429 — Social Science Research Network
- Kimmelman, Michael. Urban Renewal, No Bulldozer: San Francisco Repurposes Old for the Future (англ.) // The New York Times. — 2014. — 29 May. Архивировано 24 июля 2021 года.